# Bjolderup Sogn
Bjolderup Sogn er et sogn i Aabenraa Provsti (Haderslev Stift).
Bjolderup Sogn hørte til Rise Herred i Aabenraa Amt. Bjolderup sognekommune blev ved kommunalreformen i 1970 indlemmet i Tinglev Kommune, der ved strukturreformen i 2007 indgik i Aabenraa Kommune.
I Bjolderup Sogn ligger Bjolderup Kirke.
I sognet findes følgende autoriserede stednavne:
- Aggerhus (bebyggelse)
- Bjolderup (bebyggelse, ejerlav)
- Bolderslev (bebyggelse, ejerlav)
- Bolderslevskov (bebyggelse)
- Bredhøj (areal)
- Gåskær (bebyggelse, ejerlav)
- Hjolderup (bebyggelse, ejerlav)
- Mellerup (bebyggelse, ejerlav)
- Mårholm (bebyggelse)
- Nørremark (bebyggelse)
- Perbøl (bebyggelse)
- Raved (bebyggelse, ejerlav)
- Raved Mark (bebyggelse)
- Rebbøl (bebyggelse)
- Smedager (bebyggelse, ejerlav)
- Todsbøl (bebyggelse, ejerlav)
- Toppehøj (areal)
- Trekroner (bebyggelse)
- Vollerup (bebyggelse, ejerlav)
- Vollerup Vestermark (bebyggelse)

## Afstemningsresultat
Folkeafstemningen ved Genforeningen i 1920 gav i Bjolderup Sogn 639 stemmer for Danmark, 212 for Tyskland. Af vælgerne var 66 tilrejst fra Danmark, 37 fra Tyskland. 